# David Alroy
Pour les articles homonymes, voir Alroy.
David Alroy est une personnalité juive du XIIe siècle né dans la ville kurde d'Irak Amedi. À son instigation les Juifs de sa ville se sont révoltés vainement contre les autorités. Benjamin de Tudèle lui attribue des pouvoirs miraculeux.  
Il est cité comme un prétendant juif à la messianité.